# Sternacanthus allstoni
Sternacanthus allstoni är en skalbaggsart som beskrevs av Bates 1870. Sternacanthus allstoni ingår i släktet Sternacanthus och familjen långhorningar. Inga underarter finns listade i Catalogue of Life.